# Volo Bhoja Air 213
Il volo Bhoja Air 213 era un collegamento interno fra le città pachistane di Karachi e Islamabad che il 20 aprile 2012 si schiantò in fase di atterraggio presso l'aeroporto Internazionale Benazir Bhutto della capitale. Nell'incidente persero la vita tutte le persone presenti a bordo. Al momento dello schianto era in corso un temporale all'aeroporto di destinazione. La causa dell'incidente venne imputata ad un errore del pilota in condizioni meteo avverse. Con 127 vittime, rimane il secondo disastro aereo più letale del Pakistan, dopo l'incidente del volo Airblue 202.
L'incidente è stato causato da una gestione inadeguata del volo da parte dell'equipaggio in condizioni meteorologiche avverse. L'equipaggio non era stato addestrato in modo adeguato e corretto sul sistema automatizzato del Boeing 737-236A, una versione più avanzata della serie Boeing 737-200, e non aveva conservato sufficienti conoscenze sulle procedure corrette per gestire un aereo in condizioni meteorologiche avverse. Inoltre, la mancanza di supervisione da parte di Bhoja Air e i molteplici errori nel sistema di monitoraggio degli aerei di linea pakistani da parte della CAA pakistana hanno ulteriormente contribuito all'incidente.

## L'aereo

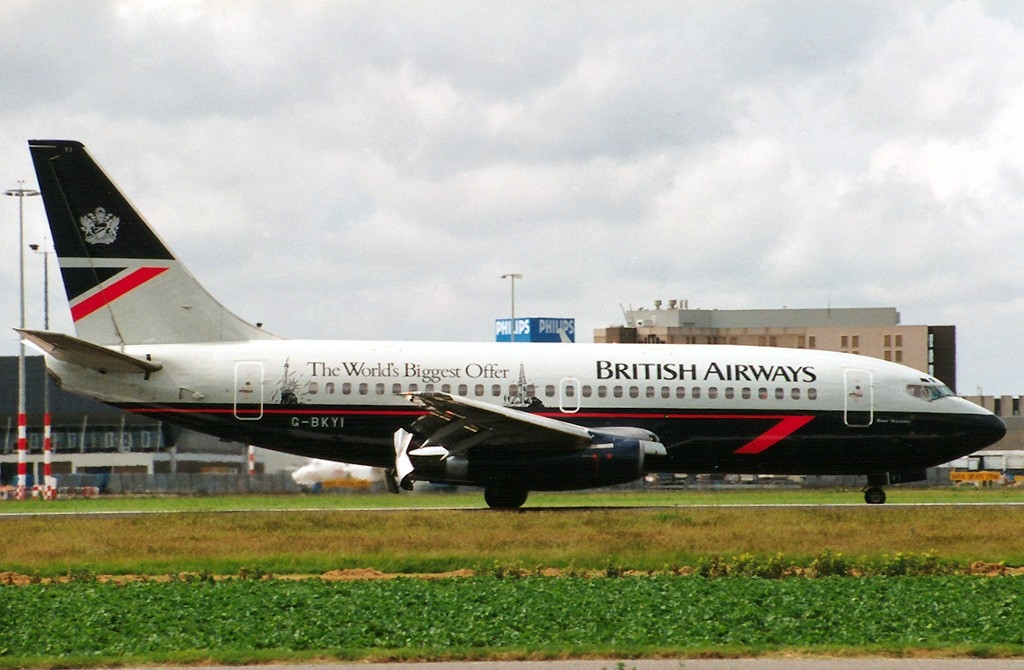
L'aereo coinvolto nell'incidente durante la sua attività con British Airways nel 1991.

Il velivolo coinvolto era un Boeing 737-200, marche AP-BKC, numero di serie 23167, numero di linea 1074. Volò per la prima volta nel dicembre 1984 e venne consegnato a British Airways nel gennaio 1985. Passò a Comair nel 1999 e a Bhoja Air nel febbraio 2012, solamente due mesi prima dell'incidente. Era equipaggiato con 2 motori turboventola Pratt & Whitney JT8D. Al momento dell'incidente, l'aereo aveva circa 27 anni e aveva accumulato 46 933 ore di volo in 37 824 cicli di pressurizzazione.

## Passeggeri ed equipaggio
Il volo 213 trasportava 121 passeggeri e 6 membri dell'equipaggio. I passeggeri erano composti da 110 adulti, sei bambini e cinque neonati. La nazionalità dei passeggeri non è stata resa nota. Si ritiene che la maggior parte di essi fosse di nazionalità pakistana. Secondo il manifesto di carico, a bordo del volo 213 si trovavano almeno due ufficiali militari, un ufficiale comandante di stazione di Hyderabad e un capo squadriglia. È stato riferito che a bordo si trovava anche un alto funzionario della Bhoja Air.
Il pilota al comando del volo 213 è stato identificato come Noorullah Khan Afridi, 58 anni. Secondo i colleghi piloti, aveva lavorato anche come istruttore di volo per la Pakistan Air Force Academy a Risalpur. Prima di entrare in Bhoja Air, aveva prestato servizio come comandante di Boeing 737-400 presso Shaheen Air International. Era stato addestrato temporaneamente per il Boeing 737-400, ma l'addestramento era stato interrotto perché i suoi supervisori ritenevano che non fosse in grado di utilizzare la cabina di pilotaggio automatizzata in modo "efficace, efficiente e sicuro". Il registro dell'equipaggio mostrava che aveva accumulato un'esperienza di volo totale di oltre 10 000 ore, di cui 2 027 sul Boeing 737-200. Tuttavia, solo 82 ore erano state effettuate sul Boeing 737-236A.
Il secondo in comando è stato identificato come Javaid Malik, 53 anni. Prima di lavorare come pilota commerciale, aveva prestato servizio nell'Aeronautica militare pakistana. Secondo le indagini, era stato affiancato al comandante Afridi fin dal suo impiego presso Shaheen Air International. In seguito, insieme al comandante, aveva lasciato Shaheen Air per Bhoja Air. Aveva accumulato un'esperienza di volo totale di 2 832 ore, di cui 750 su Boeing 737-200. Tuttavia, solo 82 ore erano state effettuate sul Boeing 737-236A.

## L'incidente
Il volo 213 era in avvicinamento all'aeroporto Internazionale Benazir Bhutto pilotato dal comandante Noor Afridin (58) e dal primo ufficiale Javid Malik (53). Il controllore dell'aeroporto disse all'equipaggio del volo 213 che nella zona erano in corso forti precipitazioni. L'equipaggio prese nota del rapporto e decise di continuare l'avvicinamento, avendo sperimentato fino a quel momento solo leggere turbolenze. Tuttavia, pochi minuti dopo, il volo incontrò le condizioni meteorologiche avverse comunicate in precedenza. I piloti decisero comunque di continuare, sebbene il manuale operativo di Bhoja Air imponesse di interrompere la discesa in presenza di maltempo. Pochi secondi dopo si resero conto di essere entrati in una cellula attiva. Il pilota automatico venne disattivato. La torre di Islamabad autorizzò il volo ad atterrare sulla pista 30. La lista di controllo per l'atterraggio venne completata; l'equipaggio seguì la procedura di atterraggio strumentale ILS. Successivamente, l'autopilota venne nuovamente attivato.
L'aereo continuò ad avvicinarsi all'aeroporto e si stabilizzò con il carrello di atterraggio ancora retratto. In quel momento, il comandante Noor era in estrema ansia, poiché l'aereo era in una cella di maltempo attiva. Tuttavia, il primo ufficiale Javid sembrava essere ignorante e inconsapevole delle precipitazioni estreme e del maltempo, e non consigliò al suo collega di interrompere l'avvicinamento.

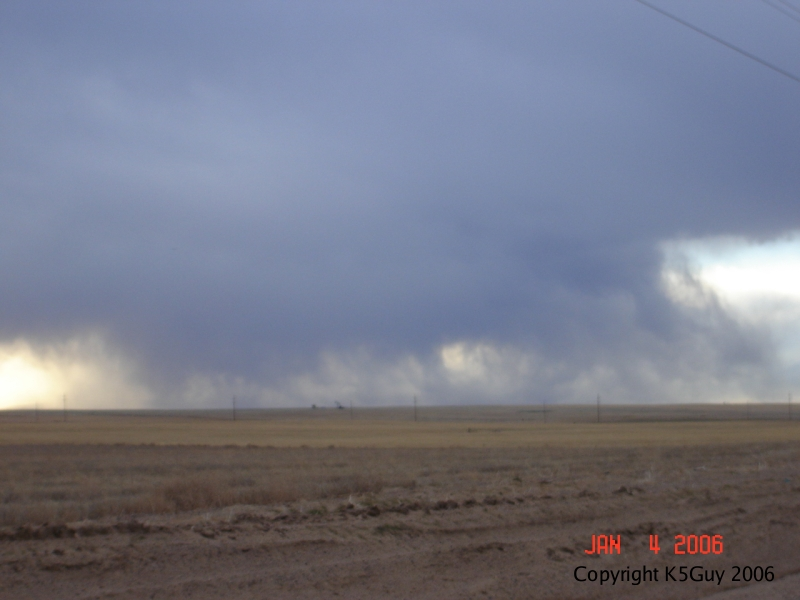
Un microburst visto a Denver, Colorado.

L'aereo era in volo livellato in attesa di catturare il segnale del sentiero di discesa approvato. A questo punto, il Boeing era nella parte finale dell'avvicinamento e iniziò la discesa seguendo il sentiero. I flap vennero retratti a 5, quando in realtà sarebbero dovuti essere estesi a 30. L'aereo incontrò improvvisamente un microburst che causò un aumento dell'angolo di beccheggio e una diminuzione significativa della velocità mentre l'autopilota cercava di mantenere il sentiero di discesa.

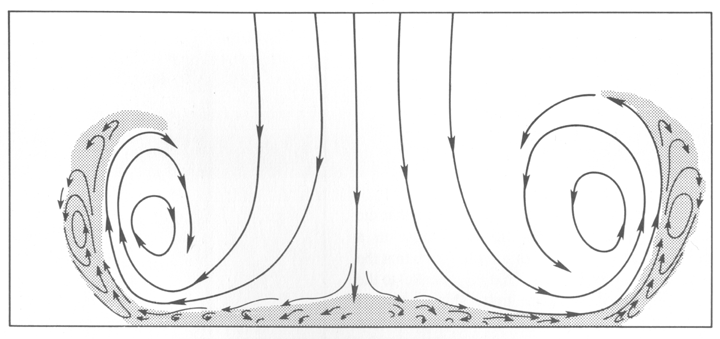
Illustrazione di un microburst.

La velocità continuò a diminuire e pochi secondi dopo risuonò in cabina l'allarme di wind shear. Sorprendentemente, nessuno dei due piloti intraprese alcuna azione correttiva per recuperare l'aereo secondo le procedure. A questo punto, il comandante gridò "no.. no.." in estrema ansia e disperazione.
Il primo ufficiale gridò, con estrema disperazione, "go around.. go around" al comandante Noor, tuttavia non ci fu alcuna azione di riattaccata. Anche il primo ufficiale Javid non assunse il controllo del velivolo per iniziare la manovra. All'improvviso, il downdraft si dissipò e si verificò un improvviso cambio dell'angolo di attacco. A questo punto ci fu un picco di accelerazione longitudinale, insieme al normale fattore di carico. L'autopilota si disinnestò e fu comandata una picchiata tramite la barra di comando. L'angolo di beccheggio diminuì per alcuni secondi e l'automanetta rimase inserita.
Dopo la disattivazione dell'autopilota, non ci fu alcuna attività di controllo manuale per sei secondi. Il comandante Noor e il primo ufficiale Javid erano entrambi in uno stato confusionale e non erano sicuri delle azioni correttive da intraprendere per uscire dalla condizione di pericolo. L'altitudine continuò a diminuire e la velocità rimase costante a 160 nodi (300 km/h).
La torre di Islamabad cercò di contattare l'equipaggio; a rispondere fu il primo ufficiale. Questa fu l'ultima comunicazione proveniente dall'aereo. Nella cabina risuonò l'allarme "Whoop Whoop Whoop Pull Up" del Terrain Awareness System Alarm. L'equipaggio era ancora in stato di confusione e non intraprese alcuna azione di recupero come previsto dal manuale. Il beccheggio diminuì da 5° fino a 0° con la velocità in diminuzione.
L'aereo incontrò improvvisamente un altro downdraft. Questo era ancora più forte di quello di prima e aumentò gradualmente per 15 secondi, facendo perdere rapidamente quota all'aereo. Anche se l'equipaggio riscontrò lo stesso problema di prima, nuovamente non intraprese alcuna azione correttiva, il che confermò la loro ignoranza sulle procedure di recupero. L'avvertimento del TAWS, "Whoop Whoop Pull up!" venne ascoltato sul CVR. Il comandante rispose tirando a sé la barra di comando. Tuttavia, l'altitudine continuò a diminuire così come la spinta, poiché l'automanetta era rimasta inserita.
Il downdraft si dissipò in quattro secondi; questo, insieme alle azioni errate del comandante, causò un rapido aumento dell'angolo di attacco e, di conseguenza, lo stick shaker rimase attivo per circa due secondi. Sembrava che il comandante cercasse disperatamente di far smettere l'avvertimento di pull up del TAWS, poiché manteneva un input di muso in su (tirando a sé la cloche). Quindi, l'aereo stallò. Nonostante l'equipaggio spinse in avanti la barra di comando per far scendere il 737 e aumentare la velocità, la corretta e completa azione di recupero dallo stallo non venne eseguita.
Il beccheggio cambiò rapidamente da 2° verso l'alto fino a un massimo di 12° verso il basso per oltre 8 secondi. L'aereo rimase rivolto verso il basso anche quando era molto vicino al suolo e l'allarme di "Pull up" cessò momentaneamente fino a quando non si attivò nuovamente fino alla fine della registrazione. La torre di Islamabad autorizzò il volo ad atterrare. Il volo 213 non rispose mai alla chiamata poiché la cabina di pilotaggio era nel caos totale. L'allarme di wind shear si attivò nuovamente. Il comandante Noor, volendo far smettere l'allarme di "Pull up", fece superare al 737 l'angolo critico di attacco. Ciò causò l'attivazione di entrambi gli stick shaker. Il primo ufficiale Javid gridò con estrema ansia "avviso di stallo, usciamo!". Il comandante non compì alcuna azione. L'avvertimento del TAWS, "Whoop Whoop Pull Up!" si riattivò e rimase tale fino alla fine della registrazione.
L'aereo virò verso destra e tornò sulla linea centrale della pista con un angolo di beccheggio di 0° e viaggiando a 215 nodi (398 km/h). Il primo ufficiale Javid gridò le sue ultime parole al comandante, "go around, Sir, go around!" L'aeromobile colpì il suolo ed esplose, provocando la morte di tutte le 127 persone a bordo.

## Conseguenze
Una dichiarazione sul sito web di Bhoja Air porgeva le condoglianze alle famiglie colpite e affermava che avrebbe adempiuto ai propri obblighi legali ai sensi della legge pakistana applicabile al momento dell'incidente.
Il presidente Asif Ali Zardari interruppe il suo viaggio nelle città del Punjab e tornò nella capitale, e lui e il primo ministro Yousuf Raza Gillani porsero le condoglianze alle famiglie delle vittime. L'Autorità per l'aviazione civile emise un'ordinanza alle 9 del mattino del giorno successivo, richiedendo a tutte le compagnie aeree di trasportare gratuitamente i corpi delle vittime. Alle famiglie che avevano già pagato il trasporto prima che l'ordine fosse rilasciato venne rimborsato l'importo.
Il 30 aprile, Bhoja Air annunciò un risarcimento di Rs. 500.000 agli eredi delle vittime del volo 213. Tuttavia, la compensazione tardò ad arrivare. Le famiglie protestarono davanti agli uffici di Bhoja Air a Karachi.
Il 28 maggio 2012, la licenza di Bhoja Air venne revocata dalla CAA, a causa del mancato rispetto di un requisito previsto dalle leggi sull'aviazione civile pakistana secondo cui un vettore deve mantenere una flotta minima di tre aeromobili. Dei 3 aerei di Bhoja Air, uno si era schiantato e un altro era rimasto a terra dopo un guasto, lasciando solo un 737 operativo.

## Le indagini
Le indagini sull'incidente vennero avviate dalla Civil Aviation Authority (CAA) e dal Safety Investigation Board del Pakistan. Boeing assistette poiché l'aereo era di fabbricazione statunitense. Il registratore vocale della cabina di pilotaggio venne recuperato dal relitto il 21 aprile e passato alla CAA. Anche il registratore dei dati di volo venne recuperato. Entrambi furono inviati negli Stati Uniti per essere analizzati dalla Boeing.
Funzionari pakistani promisero un'indagine completa e Farooq Bhoja, il proprietario di Bhoja Air, venne inserito nell'elenco di controllo delle uscite, ovvero non avrebbe potuto lasciare il paese mentre era in corso l'indagine penale contro di lui e la compagnia aerea.
La CAA venne criticata duramente dai media pakistani per aver presumibilmente compromesso gli standard di sicurezza durante il corso degli anni. La corruzione all'interno della CAA, dovuta a nomine motivate politicamente, sarebbe stata la ragione principale dell'aumento della frequenza di guasti tecnici, atterraggi e incidenti aerei catastrofici. La CAA, tuttavia, sostenne di non aver rilasciato alcuna licenza aerea o certificato di aeronavigabilità sotto pressione politica, tuttavia riferì che gli ingegneri della Bhoja Air non erano qualificati per rilasciare il certificato di idoneità al volo.
A seguito dell'incidente, la CAA annunciò che avrebbe ricertificato la flotta di tutte le compagnie aeree private del paese. La CAA sospese i certificati di aeronavigabilità di due aeromobili della Bhoja Air il 24 aprile 2012 e la revocò il 28 aprile 2012.
Il 21 gennaio 2015, la Civil Aviation Authority pubblicò il rapporto finale di indagine comprendente 78 pagine. Il rapporto rilevava come causa primaria dell'incidente la gestione inefficace da parte dell'equipaggio dei parametri di volo di base come velocità, altitudine, velocità di discesa, assetto, così come la gestione della spinta. Inoltre, i piloti avevano esperienza di volo, addestramento e livello di competenza inadeguati nell'aereo.